# Phaeophilacris bredoides
Phaeophilacris bredoides är en insektsart som beskrevs av Johann Heinrich Kaltenbach 1986. Phaeophilacris bredoides ingår i släktet Phaeophilacris och familjen syrsor. Inga underarter finns listade i Catalogue of Life.